# Championnat de Tunisie masculin de volley-ball 1976-1977
Navigation
Saison précédente Saison suivante
Le championnat de Tunisie masculin de volley-ball 1976-1977 est la 22e édition à se tenir depuis 1956. Il est disputé par les douze meilleurs clubs du pays en aller et retour.
Le Club olympique de Kélibia et le Club sportif sfaxien terminent en première position mais le premier est déclaré champion à l'avantage des sets perdus (18 contre 28). Il s'agit du premier titre de championnat pour le Club olympique de Kélibia dirigé par Mounir Gara et composé de Mohamed Ben Cheikh, Jamel Zenaidi, Jamel Jenhani, Néjib Jenhani, Mongi Achour, Moncef Mselmani, Ali Korbosli, Ridha Ben Cheikh, Hakim Triki, Abdelaziz Ben Cheikh et Faouzi Chekili. Quant au Club sportif sfaxien, il prend sa revanche en finale de la coupe de Tunisie en battant son rival par 3-2.
En bas du tableau, et pour réduire progressivement le nombre des clubs, deux équipes sont condamnées à la relégation : l'Étoile sportive de Radès et l'Association sportive des PTT Sfax alors qu'un seul club monte, le Club africain.

## Division nationale
| Rang | Équipe                                | Points | Matchs | Victoires | Défaites | Sets pour | Sets contre | Ratio SP/SC |
| 1    | Club olympique de Kélibia             | 42     | 22     | 20        | 2        | 60        | 18          | 3.33        |
| 2    | Club sportif sfaxien                  | 42     | 22     | 20        | 2        | 60        | 18          | 2.14        |
| 3    | Étoile olympique La Goulette Kram     | 40     | 22     | 18        | 4        | 60        | 23          | 2.60        |
| 4    | Union sportive des transports de Sfax | 37     | 22     | 15        | 7        | 52        | 29          | 1.79        |
| 5    | Avenir sportif de La Marsa            | 35     | 22     | 13        | 9        | 51        | 31          | 1.65        |
| 6    | Espérance sportive de Tunis           | 35     | 22     | 13        | 9        | 52        | 40          | 1.30        |
| 7    | Saydia Sports                         | 33     | 22     | 11        | 11       | 40        | 45          | 0.88        |
| 8    | Stade sportif sfaxien                 | 30     | 22     | 8         | 14       | 34        | 52          | 0.65        |
| 9    | Club sportif de Hammam Lif            | 27     | 22     | 5         | 17       | 29        | 58          | 0.50        |
| 10   | Zitouna Sports                        | 26     | 22     | 4         | 18       | 27        | 61          | 0.44        |
| 11   | Association sportive des PTT Sfax     | 26     | 22     | 4         | 18       | 24        | 61          | 0.39        |
| 12   | Étoile sportive de Radès              | 25     | 22     | 3         | 19       | 18        | 64          | 0.28        |

## Division d'honneur
Comme prévu, le Club africain survole cette compétition en battant facilement tous ses adversaires. L'équipe dirigée par Ahmed Sellami est composée d'Abderrazak Miladi, Abdelaziz Derbal, Mohamed Kerkeni, Moncef Belayba, Mahmoud Miladi, Mohamed Bahri Trabelsi, Khelil Ben Guebila, Moncef Selmi, Walid Boulahia, Lotfi Ben Soltan et Lassaad Cherif.
- 1er : Club africain : 28 points
- 2e : Étoile sportive du Sahel : 24 points
- 3e : Association sportive des PTT Tunis : 23 points
- 4e : Aigle sportif d'El Haouaria : 22 points
- 5e : Al Hilal : 20 points
- 6e : Club medjezien : 19 points
- 7e : Gazelec sport de Tunis[3] : 17 points
- 8e : Jendouba Sports : 14 points

## Division 3
Les trois champions des poules régionales — l'Union sportive de Carthage, l'Étoile sportive de Métlaoui et le Club sportif hilalien — participent à un tournoi qui désigne Carthage comme champion de division 3, ce qui lui permet de monter en division 2.